# Opalona Turnia

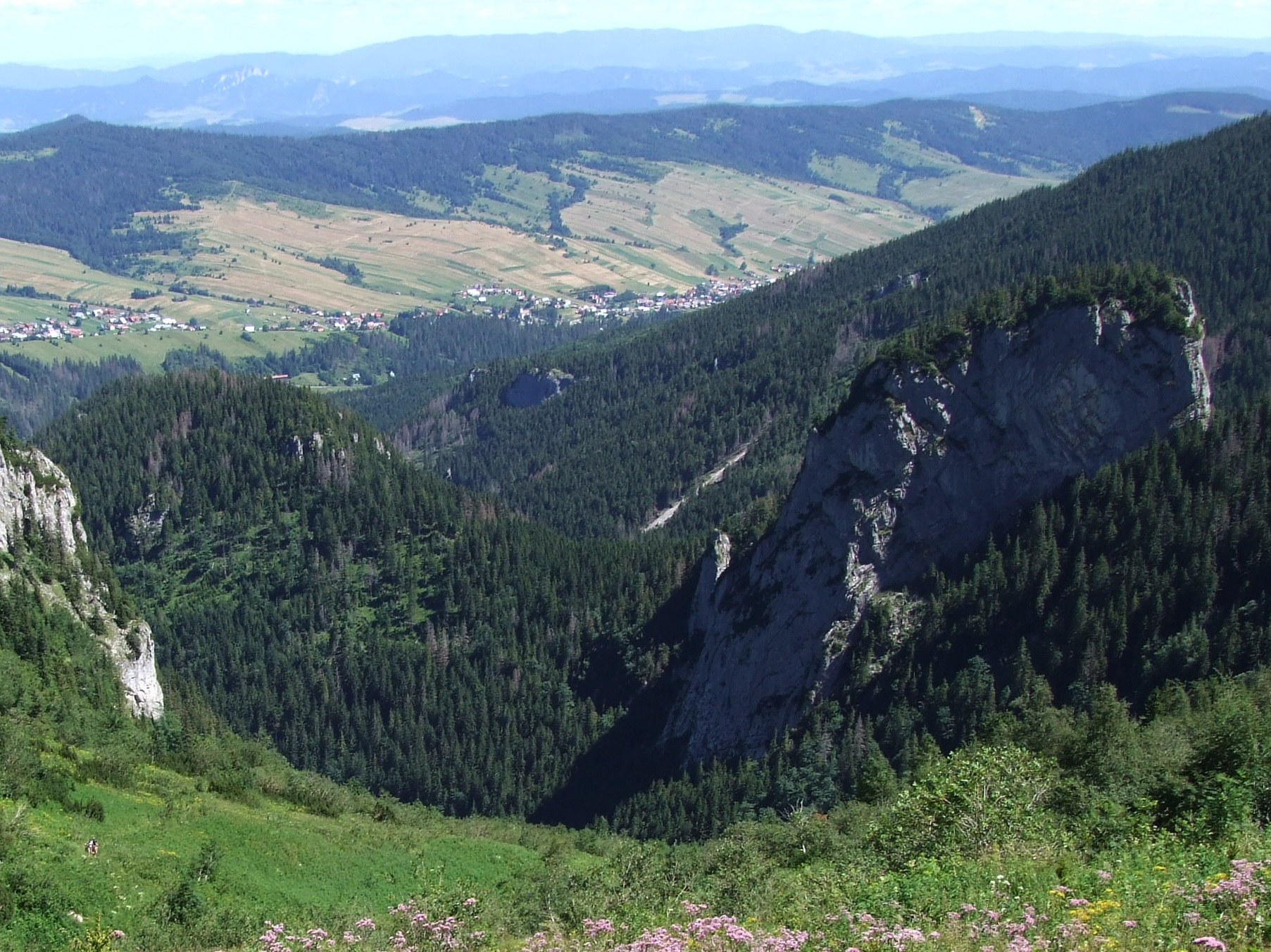
Od lewej: Opalona Turnia, Opalone Siodło i Łasztowica, widok z Doliny Szerokiej Bielskiej

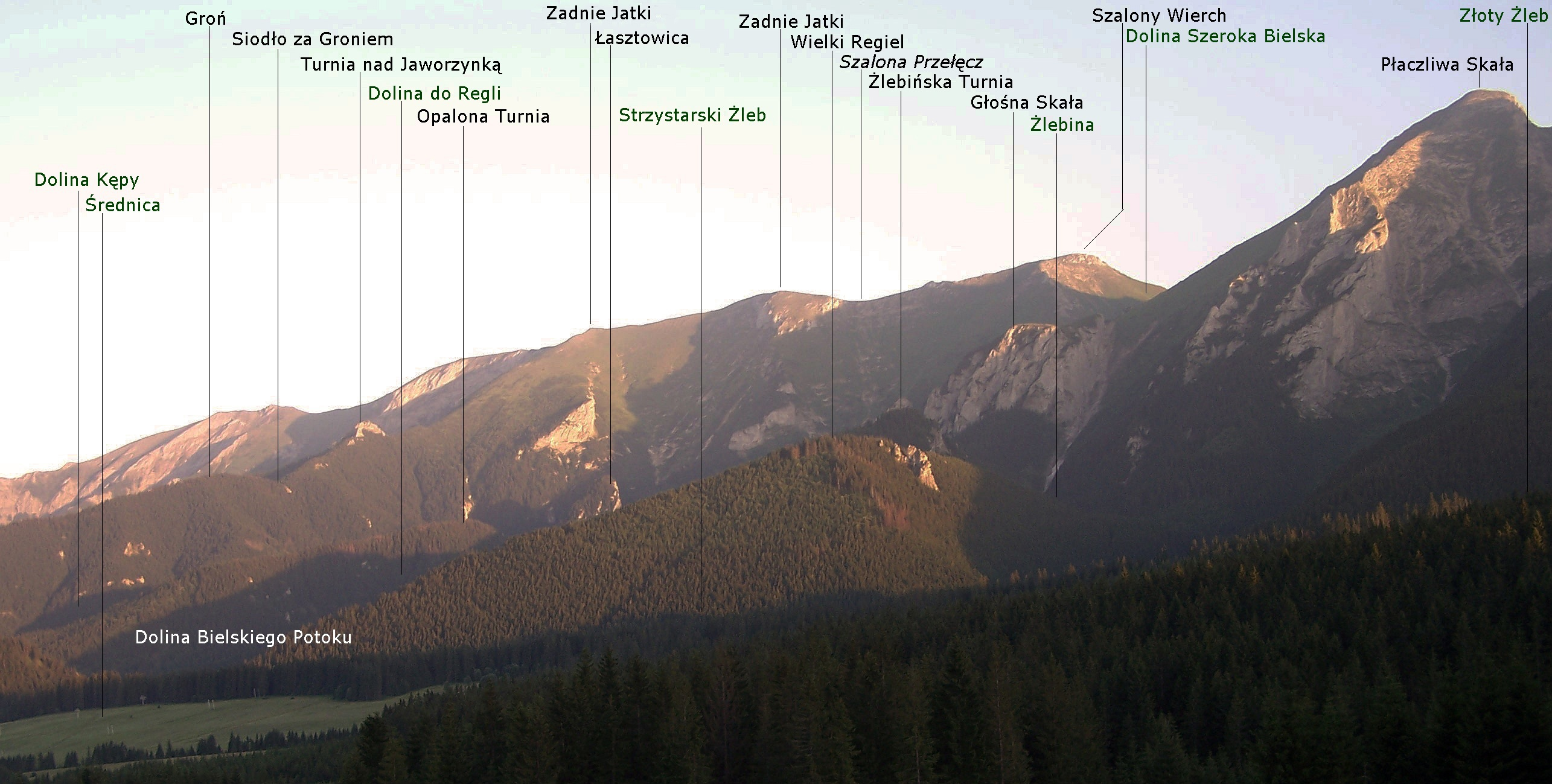
Lokalizacja Opalonej Turni

Opalona Turnia (słow. Veľký Grúň, dawniej Opálenica) – turnia na północnych stokach słowackich Tatr Bielskich. Znajduje się w długiej północnej grani  zachodniego wierzchołka Zadnich Jatek. Grań ta oddziela Dolinę do Regli od Doliny Kępy. Kolejno od góry w dół znajdują się w niej: Kozi Klin. Szalona Szczerbina, Szalona Turnia, Przechód za Łasztowicą, Łasztowica, Opalone Siodło, Opalona Turnia i Bednarski Regiel.
Opalona Turnia wznosi się na wysokość ok. 1274 m. Od znajdującej się na południe, powyżej niej Łasztowicy (ok. 1340 m) oddzielona jest przełęczą Opalone Siodło (ok. 1210 m). Od północnej strony grzbiet Opalonej Turni poprzez zalesiony Bednarski Regiel opada do Doliny Bielskiego Potoku.
Opalona Turnia jest zalesionym reglowym wzgórzem o wysokości względem Opalonego Siodła ok. 71 m. Wszystkie jej zbocza są porośnięte lasem, umiarkowanie strome. Występują w nich grupy wapiennych skałek. Z wierzchołka ograniczone widoki na pobliską Głośną Skałę, Łasztowicę i uroczyska górnych pięter Doliny Kępy.
Opalona Turnia znajduje się na obszarze ochrony ścisłej TANAP-u. Od sierpnia 2024 jest jednak dostępna turystycznie dzięki wytyczeniu przez jej wierzchołek nowego przebiegu czerwonego szlaku z Doliny Mąkowej na Szeroką Przełęcz Bielską, co umożliwia ominięcie zniszczonego przez obryw kamienny fragmentu dotychczasowej ścieżki szlaku w Dolinie Do Regli.